# Conus stramineus
Conus stramineus é uma espécie de gastrópode do gênero Conus, pertencente a família Conidae.